# ㅈ
ㅈ es un jamo del sistema de escritura coreano. Al inicio de la sílaba suena "ch" y al final suena "t". Su nombre en coreano es jieut (지읒). En la escritura romanizada se suele representar esta letra con una "j". Así, la palabra 지도, que suena casi como "chido" para los hispanohablantes, se representa gráficamente como "jido".